# Turzyca ściśniona
Turzyca ściśniona (Carex spicata Huds.) – gatunek rośliny z rodziny ciborowatych. Zasięg obejmuje niemal całą Europę od Portugalii po Ural, a poza tym rejon Kaukazu, wraz z Iranem i Azją Mniejszą, oraz Ałtaj. Jako gatunek introdukowany rośnie w północno-wschodniej części Ameryki Północnej, na Rosyjskim Dalekim Wschodzie i w Nowej Zelandii. W Polsce gatunek jest rozpowszechniony, choć lokalnie bywa rzadki, np. w województwie łódzkim, na południu województwa lubuskiego oraz na Podhalu. W Tatrach nie występuje.

## Morfologia

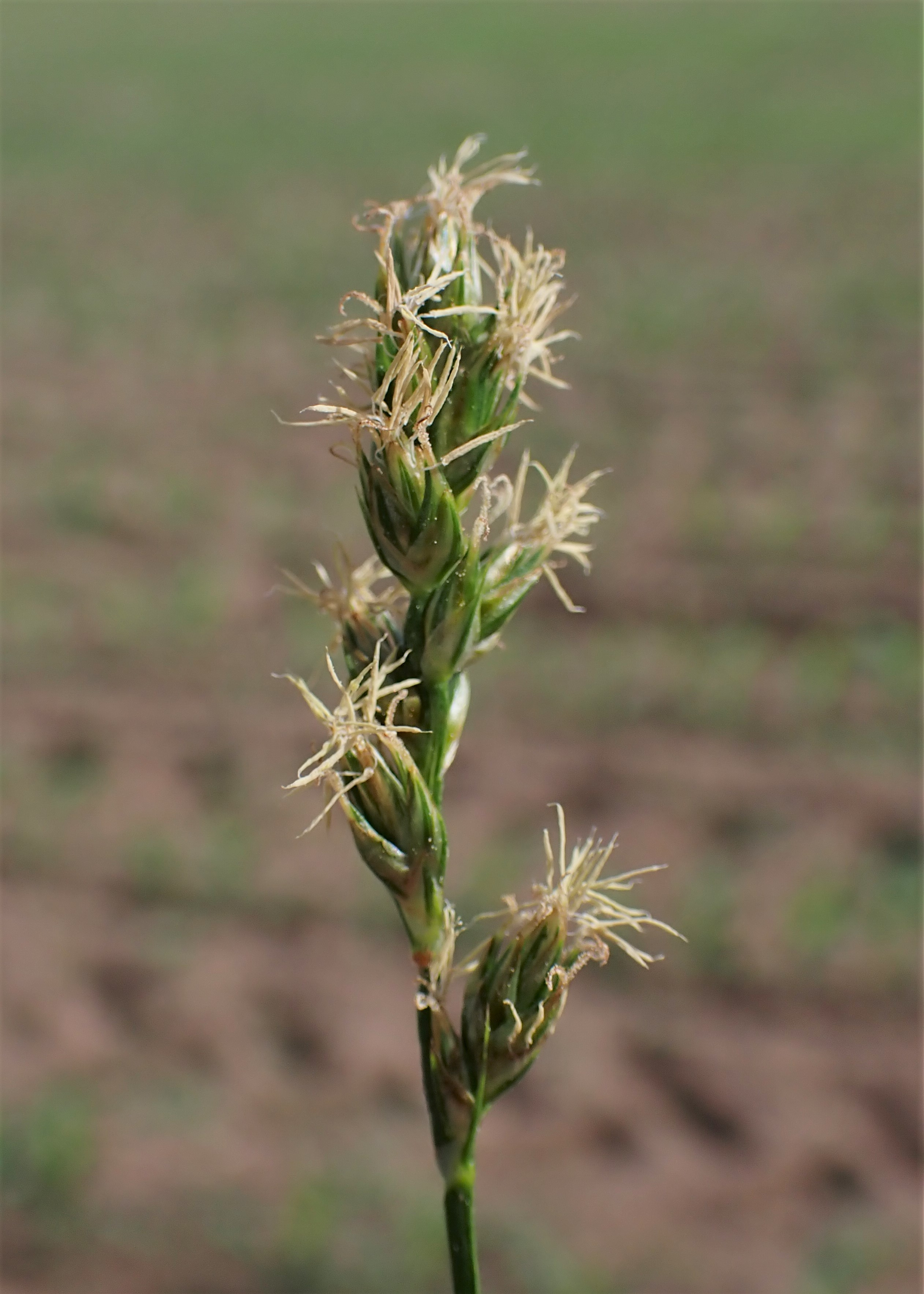
Kłoski w czasie kwitnienia

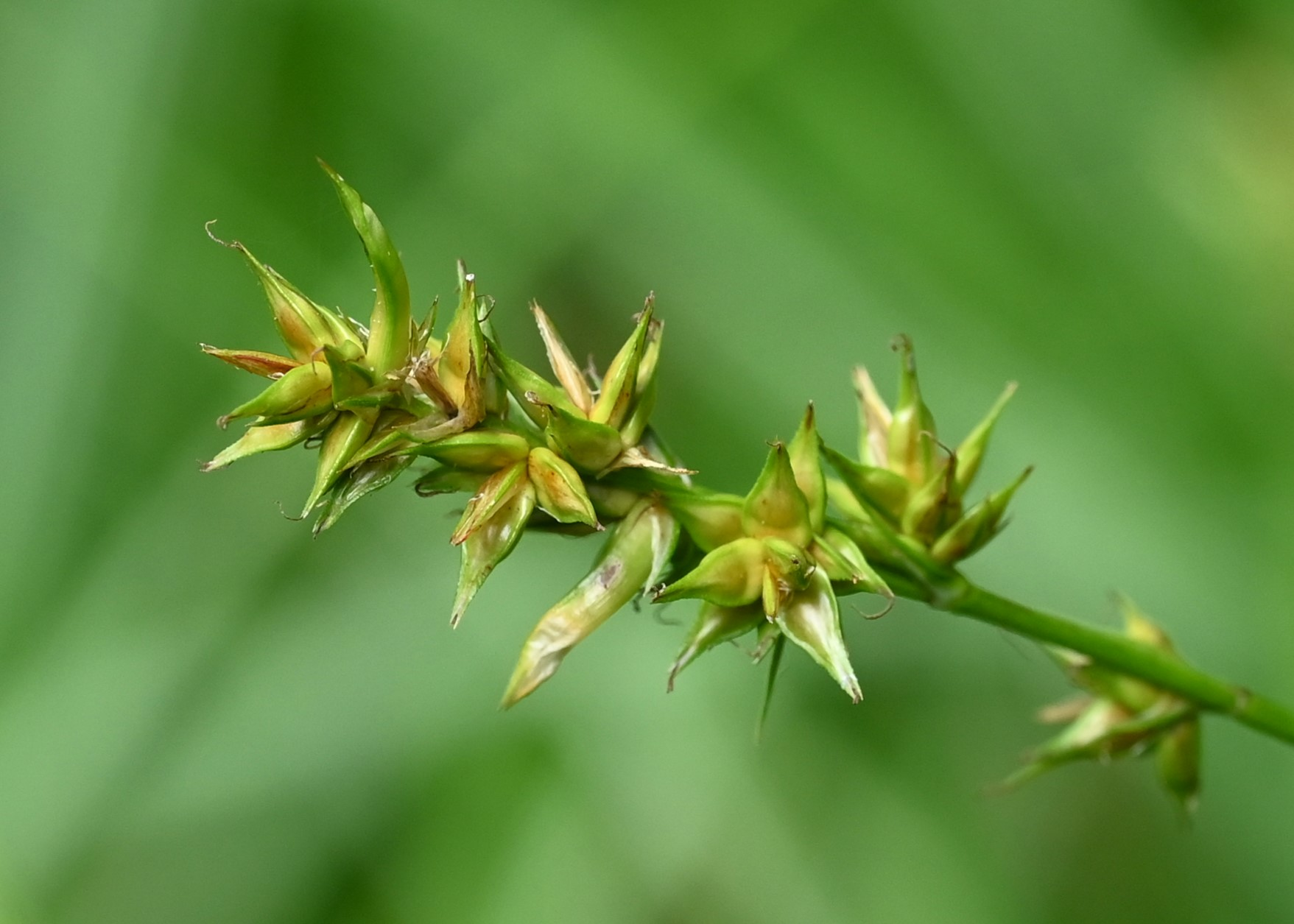
Kłoski z owocami

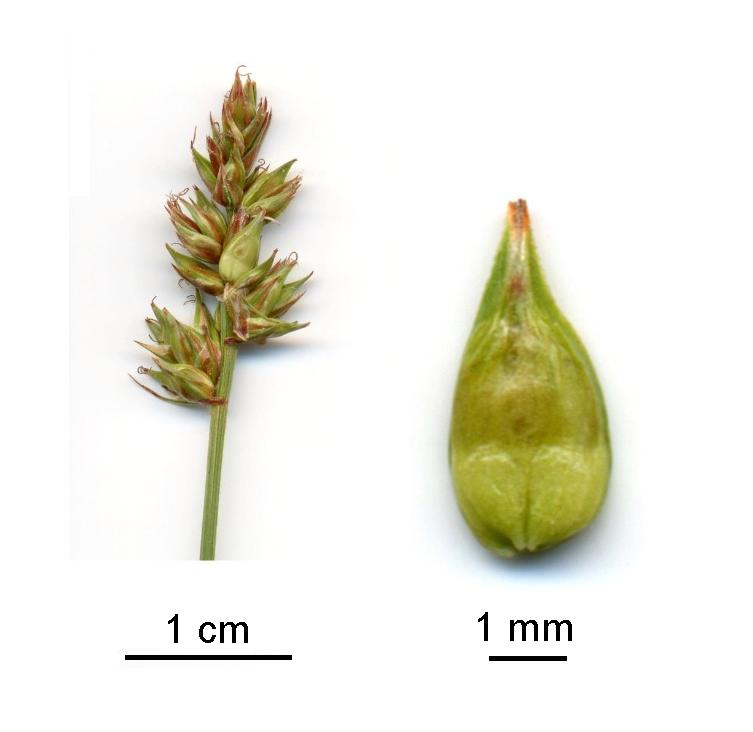
Owoc z gąbczastą nasadą

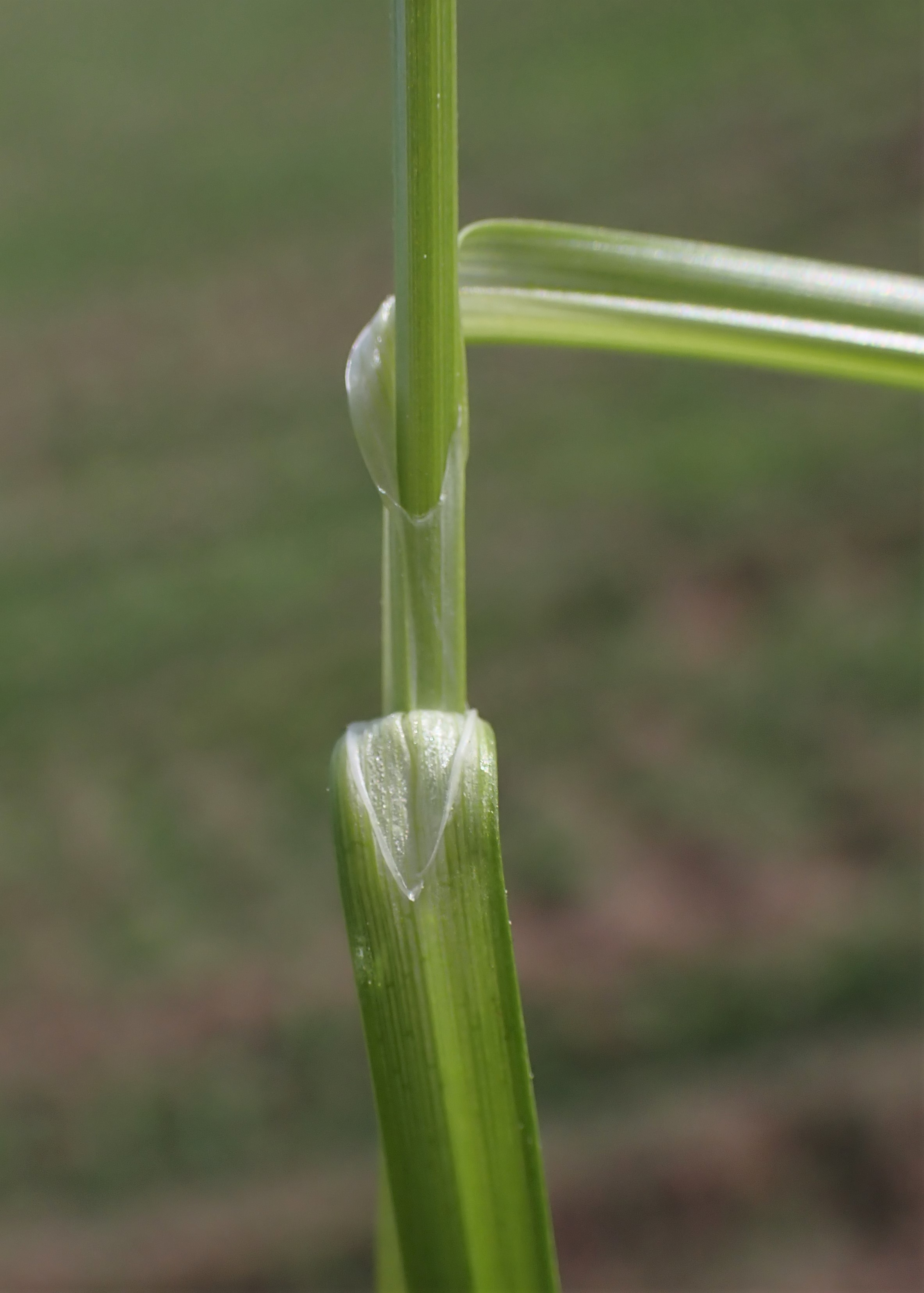
Języczek liściowy dłuższy niż szeroki

PokrójRoślina trwała, kępkowa lub darniowa, z łodygami do 60 cm wysokości, na przekroju owalnymi lub trójkątnymi, ale bez wyraźnych, oskrzydlonych krawędzi, o średnicy do 2 mm. Łodygi są gładkie w dolnej części i szorstkie w górnej. Korzenie, dolne części łodyg i pochew liściowych często purpurowo lub ciemnofioletowo nabiegłe, poza tym rośliny jasnozielone.
LiścieKrótsze od łodyg, o blaszkach płaskich lub rynienkowatych (na przekroju V-kształtnych), szerokości 2–3 mm. Języczek liściowy białawy, wyraźnie dłuższy niż szerszy (ponad 2-krotnie).
KwiatyZebrane w 5–9 gęsto skupionych kłosów tworzących kłos złożony na szczycie łodygi. Czasem, zwłaszcza u roślin ocienionych, dolne kłoski są nieco oddalone od reszty, ale przerwy między kłoskami nie są dłuższe od nich samych. Cały kłos złożony ma 2–3, rzadziej do 4 cm długości. Podsadki pod kwiatostanem złożonym brak lub jest krótka i szczeciniasta. W poszczególnych kłoskach kwiaty żeńskie znajdują się w dolnej części, a męskie w górnej. Przysadki są jajowate, zaostrzone, blado- do ciemnobrązowych, rzadko zielone, podobnej długości jak pęcherzyki.
OwoceOrzeszek otoczony pęcherzykiem. Pęcherzyk długości 4,5 do 6 mm, zielony lub jasnobrązowy, w dolnej 1/3 długości wypełniony gąbczastą tkanką, stąd w tym miejscu nieco nabrzmiały i jaśniejszy. W górze zwężający się równomiernie w dzióbek długości ok. 1,5 mm, na brzegach szorstki, na szczycie dwudzielny.
Gatunki podobneTurzyca rozsunięta C. divulsa ma 3–4 dolne kłoski wyraźnie odsunięte od pozostałych o długość większą od długości kłosków. Turzyca lisia C. vulpina i nibylisia C. otrubae mają tęgie łodygi o ponad 2 mm średnicy, wyraźnie trójkanciaste i szorstkie na całej długości. Turzyca najeżona C. pairae ma języczek liściowy szerszy niż dłuższy, pędy u nasady nie są purpurowo nabiegłe. Żaden z wymienionych gatunków nie ma białej, gąbczastej tkanki u nasady pęcherzyków.

## Biologia i ekologia
Bylina, hemikryptofit. Kwitnie w maju i czerwcu. Występuje w szerokim spektrum siedlisk – w wilgotnych i świeżych lasach liściastych (łęgach i grądach), na obrzeżach lasów, na łąkach, w murawach, trawnikach i na siedliskach ruderalnych.
Liczba chromosomów 2n = 58.

## Zmienność i mieszańce
W ramach całego zasięgu występuje podgatunek nominatywny (subsp. spicata). Na półwyspie Iberyjskim wyróżniany jest podgatunek subsp. andresii Molina Gonz., Acedo & Llamas.
Tworzy mieszańce z następującymi gatunkami turzyc: drżączkowatą C. brizoides, rozsuniętą C. divulsa, rzadkokłosą C. remota, nibylisią C. otrubae i lisią C. vulpina.